# Sanarate Fútbol Club
Sanarate Fútbol Club es un club de fútbol de la ciudad de Sanarate. Fundado en 1958, el 3 de junio de 2017 logró su ascenso de Primera División de Guatemala a la Liga Nacional de Fútbol de Guatemala, máxima categoría en su fútbol. Disputa sus encuentros como equipo local en el Estadio Municipal De Sanarate, su uniforme es camiseta celeste con pantalón del mismo color.

## Historia
En la historia deportiva de Guatemala el fútbol de Sanarate siempre ha estado presente. Fue así como en el año 1958 se construyó en Sanarate un estadio con las especificaciones y los requisitos reglamentarios para practicar el fútbol profesional. Por esa razón y debido a que Sanarate ya había sido subcampeón nacional en 1934, la Federación Nacional de Fútbol dispuso el ascenso del equipo de Sanarate a la Liga Nacional de Fútbol de Guatemala en calidad de invitado en 1959, pero descendió de la misma en la temporada de 1961-1962.
En esta primera vez que el equipo ascendió mostró un elevado nivel de competitividad, por ejemplo, cuando Sanarate fue visitado por el equipo Los Rojos de Municipal. El equipo rojo venía con un invicto de 17 partidos sin conocer derrota y fue vencido por Sanarate por un marcador de 4 goles a 3.
Así mismo en el equipo de Sanarate surgieron jugadores que destacaron por su calidad, tales como Obdulio Pensamiento quien llegó a jugar en la selección nacional, Hermindo (Mindo) García Herrera jugó después como profesional en el Equipo Tipografía Nacional. El jugador que hizo historia y fue aplaudido en todo el país, fue el legendario portero Mario Quezada Gudiel, quien en su carrera futbolística llegó a jugar con Los Rojos de Municipal y fue considerado uno de los mejores porteros de todos los tiempos en el fútbol de Guatemala. También importante el papel que llevó a cabo Óscar Arnoldo Conde Flores como goleador de Deportivo Sanarate FC, Un papel clave y trascendental, lo tuvo el estratega argentino Bartolo Márquez, quien dirigió al equipo sanarateco durante su exitosa época de triunfos.
En el año de 1965 el equipo de Sanarate descendió a la categoría inmediata inferior de la Liga Mayor pasando a la Liga Mayor “B”. En esa liga el equipo sanarateco impuso el récord de permanecer durante 25 años desde 1965 hasta 1990.
Deportivo Sanarate F.C. ascendió a la Primera División de Guatemala en 1990.
Sanarate ganó su primer campeonato en la Segunda División de Guatemala en el Torneo Clausura 2013, siendo este el único título que ha ganado en toda su historia.
El 3 de junio de 2017 logró ascender por tercera vez al máximo circuito del fútbol guatemalteco. A su regreso, en la temporada 2017-2018, se convirtió en el primer equipo recién ascendido que termina la fase de clasificación como súper líder (Torneo Clausura 2018) con 40 puntos, por delante de otros equipos como Cobán Imperial (39), Deportivo Guastatoya (38), Antigua GFC (37), Xelajú MC (31) y Deportivo Siquinalá (31); cómo dato interesante, el Torneo Clausura 2018, fue el primer torneo corto en el que Club Social y Deportivo Municipal y Comunicaciones Fútbol Club quedan fuera de la lucha por el título, no clasificó ninguno de los dos a fase final.

## Uniforme
- Uniforme titular: Camiseta Celeste con, pantalón blanco y medias blancas.
- Uniforme visitante: Camiseta blanca, pantalón y medias blancas.